# باليدوفانتيس شنني
باليدوفانتيس شنني (الاسم العلمي: Palliduphantes chenini) هو نوع من العناكب رتيلاوات الشكل من فصيلة لينيفيداي.

## مناطق التواجد
هذا النوع متوطن في تونس، وتحديدا في ولاية تطاوين.

## التسمية
اسمها يشير إلى مكان اكتشافها، قرية شنني.

## المنشور الأصلي
- بوسمانز (2003): A checklist of the spiders of Tunisia, with description of a new species of Palliduphantes Saaristo & Tanasevitch (Araneae: Linyphiidae). Kaupia - Darmstädter Beiträge zur Naturgeschichte, المجلد 12, الصفحات 89-109.

## روابط خارجية
- (بالإنجليزية) مصدر أنيمال ديفرستي ويب: Palliduphantes chenini.
- (بالإنجليزية) مصدر دليل الحياة: Palliduphantes chenini Bosmans, 2003.
- (بالفرنسية) مصدر نظام المعلومات التصنيفية المتكامل: Palliduphantes chenini Bosmans, 2003.
- (بالإنجليزية) مصدر دليل العنكوب العالمي: Palliduphantes chenini Bosmans, 2003 dans la famille Linyphiidae.